# Sitio de Esmirna
El sitio de Esmirna en diciembre de 1402 vio a los ejércitos de Tamerlán capturar el último bastión cristiano en la península de Anatolia. La campaña de Tamerlán en Anatolia fue dirigida realmente contra el sultán otomano Beyazid I, a quien derrotó y capturó en Angora en julio de 1402. Con el ejército otomano eliminado, los hombres de Tamerlán luego devastaron Anatolia, llegando a Esmirna hacia el final del año.
Esmirna había sido capturado de los turcos por los caballeros de San Juan en 1344, y desde entonces había resistido a una serie de ataques otomanos, así que cuando Tamerlán ofreció dejarlos en paz a cambio de un fuerte tributo los caballeros se negaron. En julio Esmirna tenía una guarnición de 200 caballeros bajo el mando de Íñigo de Alfaro. A partir de entonces Buffilo Panizzatti había sido enviado a reforzar las defensas, pero los hospitalarios habían subestimado las capacidades de Tamerlán como sitiador.
El sitio sólo duró quince días. Durante ese tiempo los hombres de Tamerlán bloquearon la entrada del puerto con piedras, evitando que más refuerzos llegaran, mientras que los muros fueron atacados por máquinas de asedio y minado. Finalmente, en diciembre de 1402 la ciudad cayó por un asalto. Como casi siempre era el caso cuando tomaba la ciudad por asalto, Tamerlán ordenó una masacre de la población y destruyó las fortificaciones.
Tamerlán pronto desapareció de Anatolia, y murió sólo tres años después. Esmirna volvió a ser ocupada pronto por los otomanos, que se recuperaron de la catástrofe en Angora con notable rapidez.